# Heliothela ochreipennis
Heliothela ochreipennis là một loài bướm đêm trong họ Crambidae.